# Албанская Википедия
Алба́нская Википе́дия (алб. Wikipedia Shqip) — раздел Википедии на албанском языке, открытый 12 октября 2003 года.
Десятитысячная статья была написана 23 ноября 2006 года, двадцатитысячная была начата 19 апреля 2008 года. На 1 июля 2011 года количество статей в албанском разделе составляет 33 041, и этот раздел занимает 66 место среди всех Википедий. На 7 ноября 2013 года количество статей в албанском разделе составляет 50 067, и этот раздел занимает 68 место среди всех Википедий. На 7 февраля 2024 количество статей в албанском разделе составляет 95 808 статей и этот раздел занимает 73 место среди всех Википедий.
Самой редактируемой страницей основного пространства на 2011 год является статья про Косово.